# Phare de la Madonetta
Le phare de la Madonetta se trouve à l'ouest de Bonifacio en Corse-du-Sud. Il balise l'entrée du goulet de Bonifacio par l'ouest face à la pointe du Timon, à l'est.

## Historique
Le phare de la Madonetta fait partie du second programme d'illumination de l'île, complétant le dispositif avec les phares de la citadelle au port d'Ajaccio, du Dragon au port de Bastia ; le phare des Îles Lavezzi terminant cette phase des travaux.

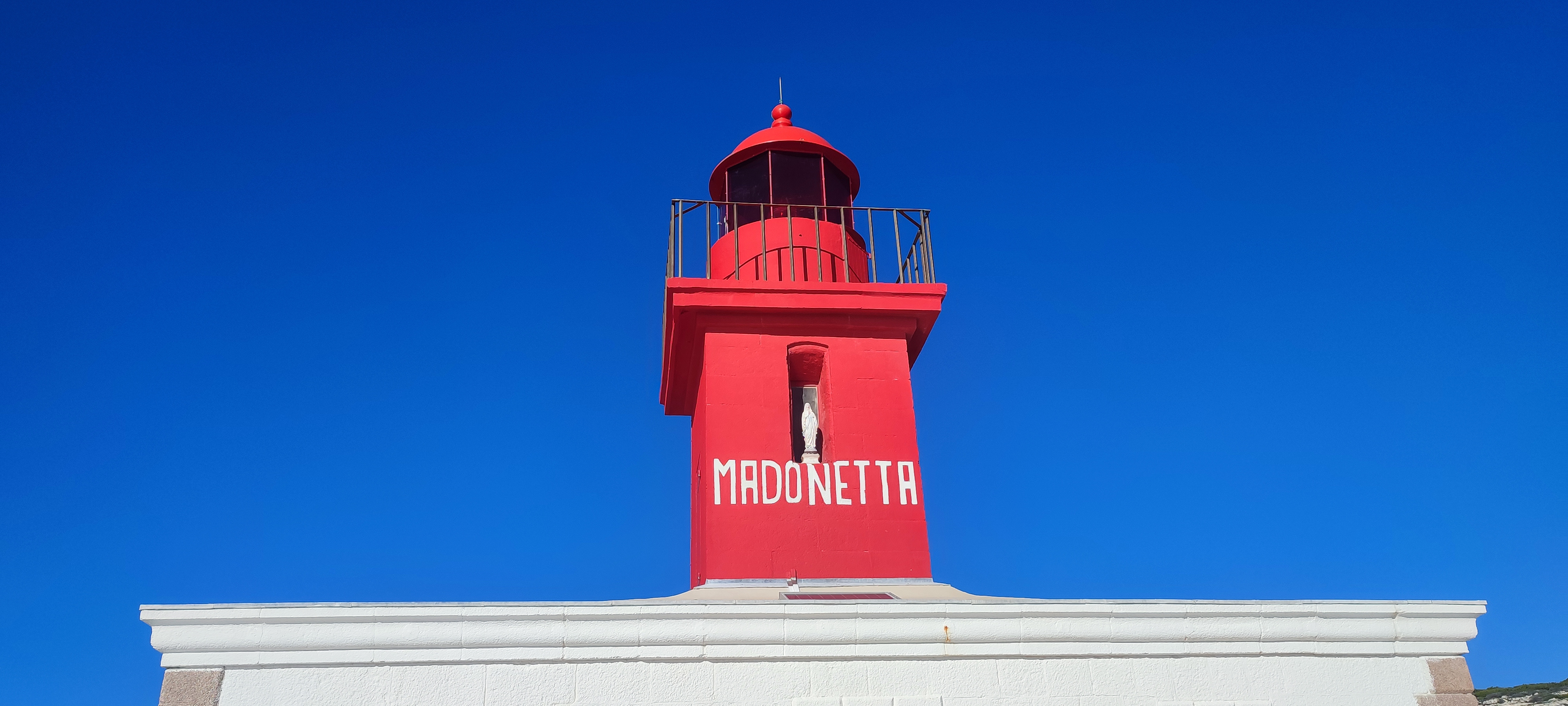
La Madonetta rénovée en 2024

## Phare actuel
C'est une petite tour carrée lisse, peinte en rouge, centrée sur un bâtiment rectangulaire. Le feu est automatisé. S'agissant d'un feu isophase, les durées d'allumage et d'extinction sont égales (1 éclat rouge toutes les 2 secondes, suivi de 2 secondes d'obscurité...). ; L'énergie provient d'un panneau solaire.

## Travaux de réhabilitation
Une première tranche de travaux portant sur la restauration de l’escalier (environ 180 000€) avait été réalisé entre 2020 et 2021 grâce au soutien financier de la Cullettività di Corsica – Collectivité de Corse, permettant la restauration des emmarchements de pierre calcaire afin de rejoindre l’édifice à partir du sentier littoral des falaises.
En collaboration avec la Mairie de Bonifacio et l’Office de l’Environnement de la Corse, le Conservatoire du littoral et l’Etat, à travers France Relance, ont engagé une deuxième tranche de restauration du phare en 2022-2024 (environ 800 000€).